# Cymbopogon bhutanicus
Cymbopogon bhutanicus är en gräsart som beskrevs av Henry John Noltie. Cymbopogon bhutanicus ingår i släktet Cymbopogon, och familjen gräs. Inga underarter finns listade i Catalogue of Life.